# Wolga

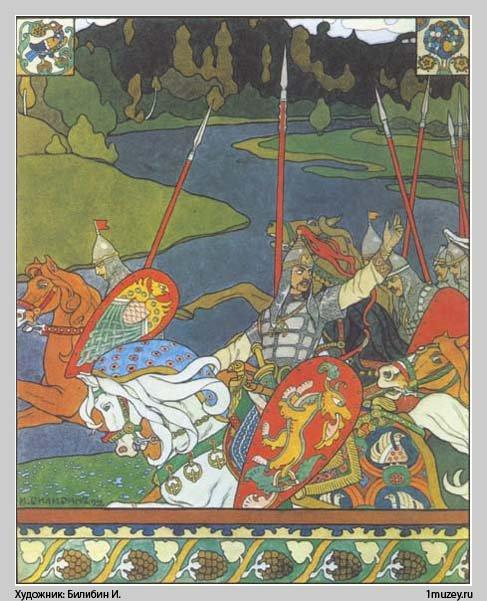
Iwan Bilibin Wolga ze swoją drużyną

Wolga – bohater ruskich bylin, krewniak kniazia Władimira (Włodzimierza Wielkiego). Najczęściej występuje jako Wolga Busławlewicz, choć część bylin podaje jego imię jako Wolga Swiatosławjewicz lub Wolga Wsiesławjewicz lub Wołch Wsiesławiewicz.
Już jako pięciolatek panował nad naturą, zaś w wieku dwunastu lat posiadł wszelką mądrość i "znajomość wszelkich języków". Zebrał dwudziestodziewięcioosobową drużynę, z którą trzykrotnie zorganizował wielkie polowanie na leśną zwierzynę. Dzięki posiadanym przez siebie magicznym zdolnościom pokonał własnych drużynników w sztuce łowieckiej.
Pod postacią małego ptaszka udał się na zwiady do ziemi tureckiej. Poznawszy plany sułtana dotyczące najazdu na Ruś, przybrał postać wilka i zadusił konie nieprzyjaciela, a następnie przeistaczając się w gronostaja zniszczył broń jego armii, po czym poprowadził swoją armię na Turcję (widoczna analogia do wyprawy Wołcha Wsiesławiewicza do Indii). W zamian za zwycięstwo kniaź Władimir nagrodził go trzema grodami drewlańskimi.
Podczas podróży po swoich włościach spotkał Mikułę Sielaninowicza. Nie dał rady ruszyć jego klonowej sochy, zaś kobyła Mikuły okazała się lepszym wierzchowcem od jego własnego rumaka. Ostatecznie nakłonił Mikułę, by przyłączył się do jego drużyny. Razem wyruszyli na gród Kurżow, jednak w wyniku fortelu wroga (podcięcie podpór mostu) ponieśli klęskę.
Najprawdopodobniej pierwowzorem postaci Wolgi był Oleg Światosławowic.